# Etnonimo
L'etnonimo (dal greco ἔθνος éthnos, "tribù", + ὄνυμα ónyma, variante dorico-eolica dell'attico ὄνομα, "nome") è il nome di un popolo. Viene usato anche come sinonimo di etnico, potendo designare quindi il nome degli abitanti di un Paese, di una regione o di una città.

## Endoetnonimi ed esoetnonimi
L'etnonimo può essere di due tipi:
- endoetnonimo, quando è generato e/o utilizzato dalla stessa comunità cui si riferisce;
- esoetnonimo, quando è attribuito alla comunità da un altro popolo a essa esterna.

Per esempio, tedesco è un esoetnonimo, mentre Deutsche/die Deutschen è l'endoetnonimo. In questo caso l'origine è comune (germanico *thiodisk-); non è così nel caso del polacco Niemiec, probabilmente dalla tribù germanica dei Nemeti, o da niemy (muto, per estensione "che non parla polacco"). Analogamente ungherese (così come Hungarian e Ungarer, probabilmente dal bulgaro Onogur, nome di una tribù turca) è l'esoetnonimo, mentre magyar è l'endoetnonimo; stessa cosa per armeno (endoetnonimo hay), albanese (endoetnonimo shqiptar) e berbero (endoetnonimo amazigh).